# Baltika Group
Baltika Group — естонська компанія, яка спеціалізується на виробництві та продажу одягу. Представлена в Естонії, Латвії, Литві, Україні, Росії та Фінляндії. До 2009 року була присутня у Чехії, а до 2011 – в Польщі. Володіє наступними торговельними мережами: Monton, Mosaic, Baltman та Ivo Nikkolo. Baltika використовує вертикально інтегровану бізнес-модель, в якій об'єднано розробка, виробництво, управління каналом постачань, дистрибуцію, розробку концептів магазинів і роздрібну торгівлю колекціями одягу. Акції компанії представлені на Талліннській фондовій біржі. 
Історія компанія починається у 1928 року, коли була заснована компанія по виробництву плащів під назвою Gentleman.. У 1959 компанія була перейменована на Baltika. 2013 року Baltika Group відзначила своє 85-річчя.

## Baltika в Україні
Перший магазин компанії в Україні був відкритий у 2000 році. Станом на грудень 2012 року у Україні налічувалось 14 магазинів компанії, 8 з яким представляють бренд Mosaic.